# Tabularium
Rómában, A Forum Romanumon állt egykor a Tabularium, építtette Quintus Lutatius Catulus i. e. 78-ban. Az állami okiratok megőrzésére szolgált. 
A Forum felőli 71 m hosszú homlokzatán nyílt árkádos, a pilléreken dór féloszlopokkal ékesített folyosó vonult végig a Capitolium és az Arx között. 
A trapézidomú épület még részben álló falaira Michelangelo építette rá a modern római városházát, a Palazzo del Senatorét.